# The Speed of Dark
The Speed of Dark is een collectie muzikale impressies gecomponeerd, uitgevoerd en opgenomen door Frank Makowski. Er is geen sprake van een muziekalbum, maar van een trilogie van mini-cd's. Volgens opgave van de artiest betreft het album de onmacht van de mens om de zee te temmen, een vergelijking makend met het onderbewuste van de mens zelf.

## Muziek
1. Dead Shores:
  1. Dark Water (9:50)
  2. Dead shores (14:39)
2. Hasjima
  1. Wandering spirits (12:02)
  2. Walking the ruins (7:46)
  3. Gunkanjima (3:56)
3. Wrecks
  1. Fog (8:34)
  2. Drowned giants (15:32)